# Giraltovce
Giraltovce (węg. Girált) – miasto we wschodniej Słowacji, w kraju preszowskim, w powiecie Svidník, 54 km od granicy z Polską. Liczy 4189 mieszkańców.

## Położenie
Leży na wysokości 310 m n.p.m., pomiędzy lesistymi wzgórzami Pogórza Ondawskiego, nad rzeką Toplą i uchodzącym nieco niżej do niej jej lewobrzeżnym dopływem, Radomką.

## Historia
Pierwsze pisemne wzmianki o miejscowości pochodzą z lat 1383 i 1427. Rozwijała się jako rzemieślnicze miasteczko. Ponieważ położona jest na skrzyżowaniu szlaków komunikacyjnych, stąd w swojej historii była świadkiem przemarszów wojsk i teatrem działań wojennych. Po II wojnie światowej rozwój przemysłu (m.in. cegielnia, zakłady garbarskie i przemysłu drzewnego) i budowa nowych osiedli mieszkaniowych. Do 1960 r. Giraltovce były siedzibą powiatu.

## Współpraca
Ustrzyki Dolne